# Tal Brody
Talbot "Tal" Brody (en hebreo: טל ברודי; Trenton, Estados Unidos, 30 de agosto de 1943) es un exjugador de baloncesto estadounidense nacionalizado israelí. Con 1,88 metros de altura jugaba en la posición de base.
Formado como jugador en la Universidad de Illinois, fue seleccionado en la duodécima posición del draft de la NBA de 1965 por Baltimore Bullets pero no llegó a debutar con ellos. Antes de que comenzase la temporada viajó a Israel como miembro de la selección de baloncesto de Estados Unidos que ganó la medalla de oro en los Juegos Macabeos. Convencido por el ministro Moshé Dayán, renunció a la NBA y firmó un contrato con el Maccabi Tel Aviv, con el objetivo de mejorar el nivel competitivo del baloncesto israelí.
A lo largo de su trayectoria deportiva, el Maccabi Tel Aviv conquistó diez ligas nacionales y su primera Copa de Europa de Baloncesto en la temporada 1976-77, en un equipo con notable presencia de judíos estadounidenses como el propio Brody, Jim Boatwright, Lou Silver y el naturalizado Aulcie Perry. Después de que el Maccabi eliminase en la fase de grupos al CSKA Moscú, Brody hizo unas declaraciones en televisión que se convirtieron en un icono de la cultura popular israelí: «estamos en el mapa, y seguiremos estando en el mapa».
Brody ha sido el primer deportista condecorado con el Premio Israel en 1979. Tras su retirada deportiva en 1981 ha sido entrenador de baloncesto, empresario y directivo de la Maccabi World Union. En 2008 tuvo una incursión política como candidato a las primarias del Likud, por petición expresa de Benjamín Netanyahu, pero no salió elegido. Dos años después fue nombrado embajador de buena voluntad de Israel.

## Trayectoria deportiva

### Universidad
Jugó durante tre temporadas con los Illini de la Universidad de Illinois en Urbana-Champaign, en las que promedió 15,3 puntos y 4,0 rebotes por partido.

### Profesional
Fue elegido en la decimoquinta posición del Draft de la NBA de 1965 por Baltimore Bullets. Ese mismo año ganaría la medalla de oro de los Juegos Macabeos, fijándose en él el Maccabi Tel Aviv, quienes lo convencieron para ir a jugar a Israel. Allí jugó 11 temporadas, ganando en 10 ocasiones la Ligat ha'Al, y en 6 la Copa de Israel. En 1970 fue convocado por la selección de baloncesto de Estados Unidos para disputar el Campeonato del Mundo celebrado en Yugoslavia, donde acabaron en la quinta posición.
Su mayor éxito fue la conquista de la Copa de Europa de Baloncesto con el Macabi en 1977.